# Urszulewo (gmina Skrwilno)
Urszulewo – wieś w Polsce położona w województwie kujawsko-pomorskim, w powiecie rypińskim, w gminie Skrwilno, na obszarze Równiny Urszulewskiej przy drodze wojewódzkiej nr 560. Wieś położona jest w bliskim sąsiedztwie Szczutowa i Słupi.
Miejscowość leży nad Jeziorem Urszulewskim. Znajduje się w niej wiele domów letniskowych oraz gospodarstwa agroturystyczne. We wsi działa poczta, sklep, Ochotnicza Straż Pożarna i duży tartak.

## Podział administracyjny
W latach 1975–1998 miejscowość administracyjnie należała do województwa włocławskiego. Miejscowość jest siedzibą sołectwa.

## Demografia
Według Narodowego Spisu Powszechnego z 2011 wieś liczyła 216 mieszkańców.

## Geneza i znaczenie nazwy
Nazwa Urszulewo stosowana jest od II wojny światowej. Wcześniej posługiwano się nazwą Orszulewo, pochodzącą zapewne od imienia właścicielki wsi w XVI w. Urszuli Sierpskiej. Zgodnie z informacją Rady Języka Polskiego, imię Orszula jest oboczną formą imienia Urszula. W języku łacińskim ursula, to mała ursa, czyli niedźwiedziczka. Wpływ na utrzymanie formy Orszula mógł mieć język włoski, w którym łacińska nazwa ursa, to orsa. 

## Historia

### XVI–XVII w.
Wieś została lokowana po 1543 przez Urszulę Sierpską, córkę Elżbiety ze Skórów Sierpskiej i Prokopa Sierpskiego vel Gulczewskiego, starosty i chorążego płockiego i żonę Marcina z Ostroroga Lwowskiego herbu Nałęcz, kasztelana kowalskiego (zm. 1535/38).
Według regestru poborowego z 1564 była wsią należącą ciągle do Urszuli Sierpskiej. W rejestrze tym zostali wyliczeni jako „novo locati” czterej kmiecie: Antoni Villicus, Stanisław Wydrowski, Albert Vernoch i Mateusz Gryzek.
Następnie wieś przeszła na Urszulę Lwowską (córkę Marcina i Urszuli), która wyszła za mąż za Piotra Potulickiego herbu Grzymała. Kolejnym właścicielem był ich syn – Stanisław Potulicki, po którego śmierci (ok. 1618) wieś odziedziczyła jego żona – Zofia Potulicka ze Zbąskich.
Zofia Potulicka w 1624 przepisała wieś na uposażenie klasztoru benedyktynek w Sierpcu.

### XVIII–XIX w.
Według spisu majątków ziemskich z 1789 wieś była dalej własnością „Zakonnic Panien Benedyktynek” z Sierpca. W efekcie II rozbioru Polski w 1793 Orszulewo zostało włączone do Królestwa Prus i najprawdopodobniej wtedy w efekcie konfiskaty majątków kościelnych przeszło na rzecz państwa. Po okresie Księstwa Warszawskiego Orszulewo stało się częścią Królestwa Polskiego. W związku z tym wykaz z 1825 informuje, że Orszulewo z 14 domami wchodziło w skład „Dóbr Rządowych należących do Ekonomii Serpskiéy w Obwodzie Mławskim”.
W czasie powstania styczniowego w dniu 9 lipca 1863 w okolicach Orszulewa doszło do bitwy. W bitwie tej oddział liczący ponad 300 partyzantów, dowodzony przez Teofila Jurkowskiego został rozbity przez około 250 osobowy oddział żołnierzy rosyjskich pod dowództwem kapitana sztabowego Kenstowicza. W wyniku walk zginęło 34 powstańców, a 8 zostało rannych. Straty rosyjskie wyniosły prawdopodobnie 2 rannych. Część poległych powstańców została pochowana na cmentarzu w Szczutowie.
W 1864 przeprowadzono uwłaszczenie, na mocy którego chłopi uzyskali prawo własności ziemi. W efekcie w 1885 Orszulewo jest określane jako wieś włościańska. Administracyjnie miejscowość należała wtedy do powiatu rypińskiego, gminy Szczutowo i parafii Łukome. Wieś liczyła 36 domów i 216 mieszkańców.

### XX w.
Zgodnie z mapą z 1915 we wsi było 39 nieruchomości, w tym wiatrak i smolarnia.
Według spisu powszechnego z 1921 w Orszulewie było 45 budynków i 257 mieszkańców. Wśród mieszkańców 234 osoby były wyznania rzymskokatolickiego, 9 osób wyznania ewangelickiego i 14 wyznania mojżeszowego. Narodowość polską podało 240 osób, niemiecką 3 osoby, a żydowską 14 osób.
W okresie II wojny światowej wieś została włączona do III Rzeszy, a jej nazwa została zmieniona na „Urselhof”.

## Legenda
Lokalna legenda głosi, że w wodach Jeziora Urszulewskiego żyje potwór nazywany Ulek albo Paskuda.

## Ochotnicza Straż Pożarna
Ochotnicza Straż Pożarna w Urszulewie została założona w 1964. Początkowo na wyposażenie OSP składała się motopompa, bosaki i wiadra. Sprzęt ten przechowywano u prezesa i naczelnika OSP. W 1978 zarząd OSP zdecydował o budowie remizy. Remiza została oddana do użytku w 1981. Pierwszy samochód OSP otrzymała w 1985.

## Zabytki
- krzyż przydrożny z 1909 (dz. nr 46/2)[23].
- krzyż przydrożny z lat 30. XX w. (dz. nr 211/3)[23].

## Pozostałe informacje
- Na terenie wsi rośnie lipa drobnolistna mająca status pomnika przyrody[24].
- W miejscowości znajduje się grób, w którym spoczywa nieznany mężczyzna zamordowany przez Niemców w 1945[25].
- W Urszulewie od 2010 co roku w okresie letnim odbywają się regaty windsurfingowe[26].
- We wsi do 2012 znajdował się w ośrodek wypoczynkowy należący do Chorągwi Kujawsko-Pomorskiej ZHP.
- W 2017 w Urszulewie wystawiono figurę Jana Nepomucena. Figura tego świętego, czyli tzw. nepomuk, stała we wsi już wcześniej, tj. od przełomu XVIII i XIX w. do lat 80. XX w[27].